# Paul Watzlawick
(Paul Watzlawick, La realtà della realtà)
Paul Watzlawick (Villach, 25 luglio 1921 – Palo Alto, 31 marzo 2007) è stato uno psicologo e filosofo austriaco naturalizzato statunitense, eminente esponente della statunitense Scuola di Palo Alto, nonché seguace del costruttivismo, derivante dal pensiero relativista del costruttivismo filosofico. Inizialmente di formazione psicoanalitica junghiana, successivamente fu tra i fondatori e tra i più importanti esponenti dell'approccio sistemico. Lavorò a lungo al Mental Research Institute.

## Biografia
Figlio di un direttore di banca, nacque nel 1921 a Villach, in Austria, dove si diplomò nel 1939. Nel 1949 conseguì la laurea in Lingue e letterature straniere all'Università "Ca' Foscari" di Venezia con una tesi su Dostoevskij; l'anno seguente frequentò l'Istituto Carl Gustav Jung di Psicologia analitica a Zurigo, dove nel 1954 conseguì il diploma di analista.
Coltivando un appassionante interesse per la filosofia orientale e buddhista (in particolare per la filosofia Zen), Paul decise di partire per l'India, rimanendovi per un intero anno. Pur senza intaccare il fermo rigore scientifico ed espositivo, le idee e le concezioni filosofiche di quelle culture permearono sottilmente nelle opere più mature di Watzlawick, che fece ricorso occasionale a kōan o a concetti filosofici buddhisti per meglio spiegare alcuni passaggi delle sue teorizzazioni.
Tornato in Occidente si recò in America, dove nel 1957 cominciò ad insegnare alla Temple University di Philadelphia e all'Università di El Salvador, presso la cattedra di Psicoterapia.
Fu nel 1960 che si stabilì a Philadelphia per studiare l'approccio terapeutico di John Rosen, presso l'Istituto di Analisi Diretta. In occasione di una conferenza sulla Teoria della Comunicazione ebbe l'opportunità di conoscere Don D. Jackson durante l'esposizione del suo nuovo approccio alla terapia familiare. Fondatore del Mental Research Institute (MRI) e vincitore di diversi premi, Jackson era considerato uno dei migliori psichiatri americani, anche per l'importante contributo che insieme a Gregory Bateson, John Weakland e Jay Haley aveva dato alla comprensione della patogenesi della schizofrenia, con il concetto di doppio legame. Watzlawick colse dunque l'occasione per chiedergli il permesso di recarsi a Palo Alto, in California, per studiare i metodi e le ricerche del gruppo. L'MRI e la Scuola non disponevano dei fondi per sostenere il lavoro di nuovi studenti, ma Jackson rispose che Paul si sarebbe potuto recare da loro in qualsiasi momento senza aspettarsi dei fondi. Fu così che Watzlawick guidò attraverso gli Stati Uniti per recarsi fino a Palo Alto e, dopo un periodo di studi di tre mesi, nel 1961 ottenne il ruolo di ricercatore associato al Mental Research Institute, dove lavorò con il gruppo di Gregory Bateson e Don D. Jackson dedicandosi allo studio della pragmatica della comunicazione umana.
Di lì a poco pubblicò alcuni scritti inerenti ai rapporti tra comunicazione e interazione, tra cui A Review of the Double Bind Theory (1963), dove analizzava tutti i più importanti contributi americani ed europei al concetto di doppio legame cinque anni dopo la sua teorizzazione, e An Anthology of Human Communication (1964), in cui trattò alcuni punti fondamentali della comunicazione umana ripresi più avanti nella sua opera principale.
Se già la formazione junghiana aveva allontanato Paul da una posizione deterministica tipica della psicoanalisi più ortodossa, il suo trasferimento a Palo Alto segnò l'abbandono di una concezione individualistica del comportamento umano, per un approccio interazionale basato sullo studio della comunicazione.
Nel 1967, assieme a J.H. Beavin e D.D. Jackson, pubblicò una pietra miliare della psicologia mondiale: "Pragmatica della comunicazione umana". Watzlawick era ormai fortemente convinto che l'esistenza umana avesse sempre e comunque un aspetto relazionale e contestuale e, con uno stile chiaro e concreto dei processi mentali, cominciò a spiegare i percorsi che portano l'individuo a costruire la propria realtà. Nello stesso anno, Jackson creò il "Progetto di Terapia Breve" del MRI sotto la direzione di Richard Fish. Assieme a prestigiosi nomi quali Arthur Bodin, Jay Haley, John Weakland, Virginia Satir e Jules Riskin, Paul Watzlawick fece parte dei membri originari del progetto e fu membro fondatore del Centro di Terapia Breve, pubblicando nel 1974 Change. Sulla formazione e la soluzione dei problemi (assieme a Fisch e Weakland) e nel 1977 Il linguaggio del cambiamento, dove illustrò il proprio approccio clinico e terapeutico. Queste opere risentono fortemente dell'influenza di Milton Erickson, medico di Phoenix destinato a diventare il rivisitatore dell'ipnoterapia moderna, che da un ventennio era stato avvicinato dal gruppo di Palo Alto per studiarne le originali tecniche di intervento. A partire da questi studi, anche grazie ad autori quali Jay Haley, Ernerst Rossi, John Weakland e successivamente Paul Watzlawick, fu costituito il background di quel metodo psicoterapeutico conosciuto come approccio strategico.
Abile didatta, nel 1976 Paul divenne professore associato del Dipartimento di Psichiatria e Scienza del Comportamento all'Università di Stanford. L'ottica dei suoi insegnamenti era quella di una comprensione non patologizzante del comportamento umano, lontana dalle premesse di base della psichiatria dell'epoca. L'accostamento alle idee costruttiviste fu dunque una naturale conseguenza del suo pensiero e nel 1978 decise di invitare il cibernetico e costruttivista radicale Heinz von Foerster come principale oratore a un convegno dell'MRI, portando su di lui l'attenzione della comunità dei terapeuti familiari. Fu un modo per porre una base epistemologica costruttivista alla terapia breve, consolidata negli anni successivi collaborando con autori quali Jon Elster, Ernst von Glasersfeld, David Rosenhan e Francisco Varela, e con opere quali "La realtà della realtà" (1976) e "La realtà inventata" (1981).
Continuando il suo spirito di ricercatore e didatta, esercitò anche la professione di psicologo clinico in California dal 1969 al 1998, anno in cui smise di vedere pazienti.
Vittima fin dai primi anni '90 di complicanze dovute alla malattia di Alzheimer, si ritirò dall'MRI sul finire del 2006 in seguito a un aggravamento e morì nella sua abitazione di Palo Alto il 31 marzo 2007 in pace e senza soffrire, dopo una piacevole serata passata con la moglie Vera ascoltando musica italiana. Secondo le sue volontà, il suo corpo è stato donato alla scienza per fini di ricerca. Oltre alla moglie ha lasciato le figliastre Yvonne di Morgan Hill e Joanne di Kansas City, nonché la sorella Maria Wünsch ancora residente a Villach, e il nipote Harold.
Conoscitore di sette lingue e dotato di un piacevole senso dell'umorismo, Watzlawick non si abbassò mai a toni sgradevoli e inopportuni, venendo ricordato come un uomo di "un'eleganza oltre il tempo" e dai modi gentili e generosi. Fu sua la celebre battuta sul DSM III che, con l'eliminazione dell'omosessualità dai disturbi psichiatrici in seguito alle forti pressioni sociali e scientifiche dell'epoca, aveva fatto sì che milioni di persone nel mondo fossero state "curate" con un tratto di penna: con essa Watzlawick sottolineò l'inaffidabilità e la pericolosità di forme di etichettamento e classificazione, in special modo nell'ambito psichiatrico (qualcosa di simile è avvenuto con gli ultimi DSM, il IV e il V, per l'isteria).
Massimo studioso della pragmatica della comunicazione umana, delle teorie del cambiamento e del costruttivismo radicale, nonché figura di spicco dell'approccio sistemico e della terapia breve, ha scritto circa una ventina di libri e oltre centocinquanta tra articoli e saggi, tradotti in più di ottanta lingue, diffondendo nel mondo l'approccio allo studio della comunicazione e dei problemi umani della Scuola di Palo Alto..
Ha ricevuto numerosi premi e riconoscimenti in Europa e in America, tra cui la Outstanding Teacher Award della Psychiatric Residency Class dell'Università di Stanford nel 1981, le lauree honoris causa alle Università di Liegi e Bordeaux nel 1992, la Medal for Meritorious Service di Vienna nel 1990 e l'Honorary Medal di Carinthia nel 1993.
Autori come Heinz von Foerster, Mara Selvini Palazzoli e Giorgio Nardone hanno riconosciuto il tributo dovuto a Watzlawick, sia come fonte di ispirazione che come diffusore dei loro nomi e idee.
In Italia, Giorgio Nardone si è ispirato all'approccio di Watzlawick per l'elaborazione di alcuni assunti della terapia breve strategica, fondando con lui il Centro di Terapia Strategica di Arezzo.

## Contributi
Watzlawick portò numerosi contributi allo studio della mente. Sebbene sia ricordato soprattutto per essere l'autore principale di "Pragmatica della comunicazione umana", pietra miliare della psicologia che si occupa dell'influenza della comunicazione sul comportamento e che, accanto agli studi di Bateson e del gruppo di Palo Alto, introduce l'approccio sistemico alla psicologia, sono stati fondamentali i suoi contributi più diretti alla psicoterapia, con libri come "Change. La formazione e la soluzione dei problemi" e "Il linguaggio del cambiamento. Elementi di comunicazione terapeutica". Inoltre, con "La realtà inventata" riunisce una serie di autori che, con i loro scritti, portano decisivi contributi alla teoria costruttivista.

### Pragmatica della comunicazione umana
Nel 1967 Paul Watzlawick, Janet Helmick Beavin e Don D. Jackson, pubblicano "Pragmatics of Human Communication. A Study of Interactional Patterns, Pathologies, and Paradoxes", che riporta gli studi condotti al MRI sugli effetti pragmatici che la comunicazione umana ha sui modelli interazionali e sulle patologie, con anche una disamina del ruolo dei paradossi comunicativi.
"Due tesi sono centrali in questo libro: 1) il comportamento patologico (nevrosi, psicosi, e in genere le psicopatologie) non esiste nell'individuo isolato ma è soltanto un tipo di interazione patologica tra individui; 2) è possibile, studiando la comunicazione, individuare delle 'patologie' della comunicazione e dimostrare che sono esse a produrre le interazioni patologiche".
Gli autori aprono il testo con due capitoli tesi a sistematizzare le conoscenze relative alla teoria della comunicazione. La conclusione del primo pone degli importanti presupposti teorici:
- il concetto di scatola nera: gli autori fanno notare l'autoreferenzialità di discipline come la psicologia e la psichiatria, i cui studiosi studiano la mente con la propria mente. Oltre ai limiti che ciò comporta, l'impossibilità, da un lato, di vedere "il lavoro" della mente e ciò che realmente accade in essa, e il concentrarsi, dall'altro, unicamente sulle informazioni in entrata e con i risultati di questo "lavoro", portò gli studiosi degli anni quaranta—cinquanta (spesso riconducibili a una matrice comportamentista), ad usare il concetto di "scatola nera". Watzlawick e soci adottarono questa visione, sostenendo che anche se non si "escludono interferenze con quanto si verifica 'realmente' all'interno della scatola, le cognizioni che se ne possono trarre non sono indispensabili per studiare la funzione del dispositivo nel sistema più grande di cui fa parte", in modo tale che "non abbiamo bisogno di ricorrere ad alcuna ipotesi intrapsichica (che è fondamentalmente indimostrabile) e possiamo limitarci ad osservare i rapporti di ingresso-uscita, cioè la comunicazione" (tr. it. p. 36).
- consapevolezza e non consapevolezza: tenendo comunque conto dell'importanza di stabilire se un comportamento sia consapevole, inconsapevole, volontario, involontario o sintomatico, gli autori mostrano come in realtà sia rilevante il "significato" che ad esso viene dato. "Se a qualcuno viene pestato un piede, per lui è molto importante sapere se il comportamento dell'altro è stato intenzionale o involontario. Ma l'opinione che si fa in proposito si basa necessariamente sulla sua valutazione dei motivi dell'altro e quindi su una ipotesi di ciò che passa dentro la testa dell'altro", ipotesi che si dimostra essere "una nozione oggettivamente indecidibile" e che quindi "esula dai fini che si prefigge lo studio della comunicazione umana" (p. 37). Si noti come ciò vale sia nell'attribuzione di significato ai comportamenti nella vita quotidiana, sia nello studio scientifico della mente.
- presente e passato: riconoscendo senza dubbio il ruolo del passato sul comportamento attuale, nel corso del primo capitolo gli autori mostrano la fallacia e l'assenza di oggettività nel rievocare eventi, unitamente al fatto che "qualunque persona A che parli del suo passato alla persona B è strettamente legata alla relazione in corso tra queste due persone (e ne è determinata)" (p. 37). L'indagine del passato viene ritenuta inattendibile; si preferisce l'osservazione diretta della comunicazione nel suo qui-e-ora (hic et nunc), che permette l'identificazione di modelli di comunicazione utili da un punto di vista diagnostico e per la messa a punto delle più appropriate strategie terapeutiche.
- causa ed effetto: conclusione logica del precedente presupposto teorico è che le cause di un disturbo perdono importanza, mentre gli effetti ne acquistano notevolmente, difatti, gli effetti che sintomi o disturbi complessi hanno sul contesto, sul sistema in cui si esprimono, fanno assumere al sintomo/disturbo il ruolo di "regola del gioco" (inteso come sequenze di comportamento governate da regole, in linea con la matematica Teoria dei Giochi) giocato in quel particolare contesto. "In genere, riteniamo che il sintomo sia un comportamento i cui effetti influenzano profondamente l'ambiente del malato. A questo proposito si può enunciare una regola empirica: dove resta oscuro il perché? di un comportamento, la domanda a quale scopo? è possibile che dia una risposta valida" (p. 38).
- la circolarità dei modelli di comunicazione: gli autori attingono alla cibernetica (la disciplina che studia i processi di autoregolazione e comunicazione degli organismi naturali e dei sistemi artificiali) adoperando il concetto di "retroazione", secondo cui "parte dei dati in uscita sono reintrodotti nel sistema come informazione circa l'uscita stessa" (p. 24). Ci troviamo così in sistemi aperti in cui il comportamento a determina b che torna ad influenzare a; ma allora è a ad aver determinato b o viceversa? "È patologica la comunicazione di una data famiglia perché uno dei suoi membri è psicotico, o uno dei suoi membri è psicotico perché la comunicazione è patologica?" (p. 39). Diviene perciò privo di senso parlare del principio o della fine di una catena di eventi: "non c'è fine né principio in un cerchio" (p. 38).
- la relatività delle nozioni di "normalità" e "anormalità": infine gli autori mostrano come un comportamento acquisisca un senso specifico all'interno del contesto in cui si attua; "sanità" e "insanità" perdono così il loro significato, poiché ciò che è sano in un contesto può non esserlo in un altro, e l'osservatore può giudicare un dato comportamento come "normale" o "anormale" a seconda della sua ottica preconcetta. "Ne consegue che la 'schizofrenia' considerata come una malattia incurabile e progressiva della mente di un individuo e la 'schizofrenia' considerata come l'unica reazione possibile a un contesto di comunicazione assurdo e insostenibile (una reazione che segue, e perciò perpetua, le regole di tale contesto) sono due cose del tutto diverse" (p. 39).

I presupposti teorici elencati nel primo capitolo del libro aprono la strada a quelli che, ancora attualmente, vengono considerati i fondamentali assiomi della comunicazione umana:
1. L'impossibilità di non-comunicare
2. Livelli comunicativi di contenuto e di relazione
3. La punteggiatura della sequenza di eventi
4. Comunicazione numerica e analogica
5. Interazione complementare e simmetrica

### Cambio: a formazione e la soluzione dei problemi
Concetto chiave di questo libro è quello di "tentata soluzione", che raggruppa tutti gli sforzi effettuati per risolvere un problema che in realtà non fanno altro che mantenerlo o crearne uno ex novo.

### Il linguaggio del cambiamento
Qui vengono analizzati gli elementi di comunicazione terapeutica, intesa come "un approccio terapeutico che si incentra sul linguaggio e sulle sue possibilità di costruire relazione e persuasione nei confronti del paziente".

### La realtà inventata
In questo libro verranno dati importanti contributi alla teoria costruttivista.

## Opere
- «A Review of the Double Bind Theory», in Family Process, v. 2, 1, pp. 132–153, 1963
- An Anthology of Human Communication. Text and Tape, Palo Alto, Science and Behaviour Books, 1964.
- Watzlawick, P., Beavin, J.H., Jackson, D.D., Pragmatica della comunicazione umana. Studio dei modelli interattivi, Roma, Astrolabio, 1971.
- Watzlawick, P., Weakland, J.H., Fisch, R., Change: sulla formazione e la soluzione dei problemi, Roma, Astrolabio, 1974.
- La realtà della realtà: comunicazione, disinformazione, confusione, Roma, Astrolabio, 1976.
- Watzlawick, P.-Weakland, J.H., La prospettiva relazionale, Roma, Astrolabio, 1978.
- America. Istruzioni per l'uso (Gebrauchsangweisung für Amerika, 1978; nuova ed., 1996), traduzione di Enrico Ganni, Collana Idee, Milano, Feltrinelli, 1985. - Nuova ed. riveduta, Collana UEF, Feltrinelli, 1999.
- Il linguaggio del cambiamento. Elementi di comunicazione terapeutica, Milano, Feltrinelli, 1980.
- Di bene in peggio. Istruzioni per un successo catastrofico (1986), traduzione di Enrico Ganni, Milano, Feltrinelli, 1987.
- Istruzioni per rendersi infelici, Milano, Feltrinelli, 1988.
- Il codino del Barone di Münchhausen. Ovvero: psicoterapia e "realtà". Saggi e relazioni, Collana I Campi del Sapere, Milano, Feltrinelli, 1989.
- Giorgio Nardone-P. Watzlawick, L'arte del cambiamento, Milano, Ponte alle Grazie, 1990.
- Loriedo, C., Nardone, G., Watzlawick, P., Zeig, J.K., Strategie e stratagemmi della Psicoterapia, Milano, Franco Angeli, 2002.
- Nardone, G., Loriedo C., Zeig J., Watzlawick P., Ipnosi e terapie ipnotiche, Milano, Ponte alle Grazie, 2006.
- Guardarsi dentro rende ciechi, Milano, Ponte alle Grazie, 2007.

### Curatele
- La realtà inventata. Contributi al costruttivismo (1981), Milano, Feltrinelli, 1988.
- Terapia breve strategica: filosofia e arte, a cura di P. Watzlawick e Giorgio Nardone, Milano, Raffaello Cortina, 1997.